# 今出川誠季
今出川 誠季（いまでがわ のぶすえ）は、江戸時代中期の公卿。

## 経歴
西園寺家から今出川家へ婿養子に入った。享保8年（1723年）に叙爵。以降清華家当主として速い速度で累進し、侍従・左近衛少将・左近衛中将を経て、享保20年（1735年）従三位に昇り公卿に列する。その後、権中納言を経て、元文4年（1739年）には権大納言に就任。病に倒れる延享3年（1746年）まで同職を務めた。同年中に死去。享年39。

## 系譜
- 父：西園寺致季
- 母：家女房
- 養父：今出川公詮
- 妻：今出川公詮の娘
  - 男子：今出川公言（1738-1776） - 実母は家女房とされる。
- 生母不詳の子女
  - 女子：今出川定子（徳川治貞正室）